# Бней-Цион (больница)
Бней-Цион — государственный медицинский комплекс, находящийся в городе Хайфа, Израиль. Он располагается на бульваре Голомб, в р-не Адар (Кармель).

## История
Основан в 1922 году обществом Хадасса, являлся первой профессиональной клиникой в Хайфе. В начале имел только отделения гинекологии и хирургии и язык персонала был русским.
Находился в арендованном здании, впоследствии благодаря пожертвованиям от организации Хадасса, вкладу Ротшильдов и деятельности Пинхаса Рутенберга построено новое здание, в котором разместился с 1942 года. Этому учреждению было присвоено имя Ротшильд, так жители севера Израиля несмотря на переименование называют его и по сей день.
В 1980-х гг. было построено высотное здание комплекса (высота — 38 м, 11 этажей, 1600 парковочных мест). Комплекс расположен в центре жилого квартала.
В 1976 году в поддержку деятельности центра была создана организация Друзья Бней-Циона. В США действует общественная ассоциация Американские друзья Бней-Циона, основанная в Нью-Йорке, офис на 39-й стрит. В Канаде — Друзья Бней-Циона, офис расположен в Торонто.
В центре принимается 5 тысяч родов в год, то есть 15 детей рождается в день.
В центре большое внимание уделяется реабилитации различных направлений — ортопедической, неврологической, кардиологической, проводится физиотерапия, трудотерапия.
Действует отделение детской хирургии: в центре есть 17 коек, принимается в среднем 1 625 детей в год и выполняется 2 400 операций в год (около 6 в день). Среди направлений — офтальмологическое, ортопедическое, пластика и другие. Есть мультимедийный класс для учёбы в соответствии со школьной программой.
В Бней-Ционе 1600 сотрудников различных национальностей и конфессий. Центр сотрудничает с Раппапортовским факультетом Технологического университета в Хайфе (Технион).

### Публ-ции
- Termination of intractable hiccups with digital rectal massage
- Optimising the dose of oral midazolam sedation for dental procedures in children: a prospective, randomised, and controlled study в International Journal of Paediatric Dentistry
- Hyperventilation and amplified blood pressure response: is there a link? в Journal of Human Hypertension (2005) 19
- Calcium therapy for calcitriol-resistant rickets в The Journal of Pediatrics, volume 121, Issue 5, Part 1, 1992
- Parameters affecting pharyngeal response to genioglossus stimulation in sleep apnoea
- Early screening for amblyogenic risk factors lowers the prevalence and severity of amblyopia в Journal of AAPOS (American Association for Pediatric Ophthalmology and Strabismus), volume 4, Issue 4, 2000
- FEAR OF INJECTIONS IN YOUNG ADULTS: PREVALENCE AND ASSOCIATIONS в The American Journal of Tropical Medicine and Hygiene